# Doliops rukmaneae
Doliops rukmaneae – gatunek chrząszcza z rodziny kózkowatych i podrodziny zgrzypikowych (Lamiinae).
Gatunek ten został opisany w 2017 roku przez Arvīdsa Barševskisa na podstawie pojedynczej samicy, odłowionej w 2013 roku.
Chrząszcz o ciele długości 13,47 mm i szerokości 6 mm, ubarwiony czarno z wzorem z zielonych łusek obejmującym: podłużny pas między oczami, kropki na policzkach, kręgi na bokach przedplecza oraz kręgi i paski pokrywach. Mikrorzeźba, punktowanie i omszenie głowy są delikatne. Czułki są smukłe, od czwartego członu wzwyż ceglasto ubarwione. Przedplecze jest silnie wypukłe i prawie walcowate. Przód wypukłych pokryw jest grubo i rzadko punktowany. Krótkie odnóża mają tęgą budowę, czarną z zielonym połyskiem barwę i ciemno owłosione stopy. Gatunek ten upodobniony jest prawdopodobnie do ryjkowca Pachyrrhynchus speciosum.
Owad endemiczny dla filipińskiego Mindanao, znany wyłącznie z prowincji Bukidnon.